# Spodnje Dule
Spodnje Dule este o localitate din comuna Krško, Slovenia, cu o populație de 72 de locuitori.